# Ото фон Хесен-Касел
Ото фон Хесен-Касел (на немски: Otto von Hessen-Kassel; * 24 декември 1594 в Касел; † 7 август 1617 в Херсфелд) е наследствен принц на ландграфство Хесен-Касел и администратор на имперското абатство Херсфелд.
Той е най-възрастният син на ландграф Мориц фон Хесен-Касел (1572 – 1632) и първата му съпруга Агнес (1578 – 1602), дъщеря на граф Йохан Георг I фон Золмс-Лаубах (1546 – 1600) и Маргарета фон Шьонбург-Глаухау (1554 – 1606).
На 10 години той влиза в абатството Херсфелд и 1606 г. става негов администратор. Той следва в университет Марбург и след това пътува до Лондон и Париж. След завръщането му участва с баща си в управлението. По-малкият му брат е ландграф Вилхелм V (1602 – 1637).
Ото се разболява от рубеола и при опит да застреля лаещо куче се ранява в гърдите и умира. Погребан е в лутеранската църква Св. Мария в Марбург.

## Фамилия
Ото фон Хесен-Касел се жени за пръв път на 24 август 1613 г. за Катарина Урсула фон Баден-Дурлах (* 19 юни 1593, † 15 февруари 1615), най-възрастната дъщеря на маркграф Георг Фридрих фон Баден-Дурлах. Двамата имат мъртвородена дъщеря.
След смъртта на първата му съпруга той се жени втори път на 14 юни 1617 г. в Десау за Агнес Магдалена фон Анхалт-Десау (* 29 март 1590, † 24 октомври 1626), втората дъщеря на княз Йохан Георг I фон Анхалт-Десау. Бракът е бездетен. Ото има един извънбрачен син:
- Ернст Райнхард фон Хатенбах (1617 – 1694), ∞ 1669 Анна Катарина фон Хаке († 1707)